# Campeonato Europeu de Futsal de 2022
O Campeonato Europeu de Futsal de 2022, ou simplesmente Euro de Futsal 2022, foi a 12.ª edição do Campeonato Europeu de Futsal, o campeonato internacional de futsal organizado pela UEFA para as seleções nacionais da Europa. Foi disputado pela primeira vez nos Países Baixos, e foi a primeira edição com 16 participantes e o primeiro disputado com um intervalo de 4 anos para a edição anterior.
A proposta dos Países Baixos em detrimento das candidaturas de França e de Portugal.
A Seleção Portuguesa de Futsal revalidou o título conquistado em 2018.

## Qualificação
Um total de 50 seleções da UEFA participaram nesta competição (incluindo a Áustria e a Irlanda do Norte que inscreveram uma equipa pela primeira vez), e com os anfitriões Holanda qualificados automaticamente, as outras 49 equipas disputaram uma fase de qualificação.
A competição, que se realizou de janeiro de 2020 a novembro de 2021, consistiu de duas fases:
- Fase preliminar: As 33 equipas que não chegaram à ronda de elite de qaulificação para o Campeonato do Mundo de 2021 foram divididas em 9 grupos: seis grupos de 4 equipas e três grupos de 3 equipas cada. Cada grupo foi disputado numa única volta todos contra todos, com uma das selecções a ser a anfitriã desta fase. Os nove vencedores de cada grupo apuraram-se para a fase principal, enquanto as nove equipas classificadas em segundo lugar e as cinco melhores equipas entre as classificadas em terceiro lugar (não contabilizando o resultado contra a equipa classificada em 4º lugar), disputaram um play-off para acesso à Fase principal. Os play-offs foram disputados a duas mãos.
- Fase principal: As 32 equipqs (16 equipas da fase de elite de qualificação para o campeonato do mundo, 9 vencedores da fase preliminar e 7 vencedores do play-off) foram sorteadas em oito grupos de quatro equipas. Cada grupo foi jogado a duas volta, todos contra todos. Os oito vencedores dos grupos e as seis melhores equipas entre as que se classificaram em segundo lugar, apuraram-se para a fase final do torneio. As restantes duas equipas que terminaram em segundo lugar, disputaram um play off a duas mãos pela última vaga no campeonato europeu.

### Equipas qualificadas
As seguintes 16 equipas qualificaram-se para a final do torneio.
| Seleção            | Método de qualificação | Participação | Última participação | Melhor classificação anterior                      |
| ------------------ | ---------------------- | ------------ | ------------------- | -------------------------------------------------- |
| Países Baixos      | Anfitrião              | 6ª           | 2014                | Quarto lugar (1999)                                |
| Croácia            | Vencedores do Grupo 1  | 6ª           | 2016                | Quarto lugar (2012)                                |
| Rússia             | Vencedores do Grupo 2  | 12ª          | 2018                | Campeão (1999)                                     |
| Azerbaijão         | Vencedores do Grupo 3  | 6ª           | 2018                | Quarto lugar (2010)                                |
| Bósnia-Herzegovina | Vencedores do Grupo 4  | 1ª           | —                   | Estreia                                            |
| Cazaquistão        | Vencedores do Grupo 5  | 3ª           | 2018                | Terceiro Lugar (2016)                              |
| Espanha            | Vencedores do Grupo 6  | 12ª          | 2018                | Campeão (1996, 2001, 2005, 2007, 2010, 2012, 2016) |
| Itália             | Vencedores do Grupo 7  | 12ª          | 2018                | Campeão (2003, 2014)                               |
| Portugal           | Vencedores do Grupo 8  | 10ª          | 2018                | Campeão (2018)                                     |
| Geórgia            |                        | 1ª           | —                   | Estreia                                            |
| Eslovênia          |                        | 7ª           | 2018                | Quartos de final (2014 e 2018)                     |
| Finlândia          |                        | 1ª           | —                   | Estreia                                            |
| Eslováquia         |                        | 1ª           | —                   | Estreia                                            |
| Polónia            |                        | 3ª           | 2018                | Fase de grupos (2001 e 2018)                       |
| Ucrânia            |                        | 11ª          | 2018                | Segundo lugar (2001 e 2003)                        |
| Sérvia             | Vencedor play-off      | 7ª           | 2018                | Quarto lugar (2016)                                |

### Sorteio final
O sorteio final realizou-se em Zeist a 18 de outubro de 2021. As equipas foram distribuídas de acordo com o ranking de coeficiente das equipa nacionais de futsal masculino da UEFA, com o vencedor do play-off a ficar com a classificação da equipa com o coeficiente mais elevado, a Sérvia. Por motivos políticos, Rússia e Ucrânia não puderam ser sorteadas no mesmo grupo ou em grupos programados para serem disputados no mesmo dia (devido a um potencial confronto de equipas e confrontos entre adeptos).
| Pote 1                                              | Pote 2                                           | Pote 3                                                           | Pote 4                                                                      |
| --------------------------------------------------- | ------------------------------------------------ | ---------------------------------------------------------------- | --------------------------------------------------------------------------- |
| Espanha (1) Rússia (2) Portugal (3) Cazaquistão (4) | Croácia (5) Azerbaijão (6) Sérvia (7) Itália (8) | Ucrânia (10) Eslovênia (11) Bósnia-Herzegovina (12) Polónia (13) | Finlândia (14) Eslováquia (16) Geórgia (17) Países Baixos (anfitriões) (19) |

## Sedes
O torneio será disputado em duas cidades:
| Amsterdão                     | Groningen                      | Amsterdão Groningen |
| ----------------------------- | ------------------------------ | ------------------- |
| Ziggo Dome Capacidade: 10,500 | MartiniPlaza Capacidade: 4,500 | Amsterdão Groningen |
|                               |                                | Amsterdão Groningen |

## Fase de grupos
Os vencedores de cada grupo e os segundos classificados avançam para os quartos de final.

Critérios de desempate
As equipas são classificadas de acordo com os pontos (3 pontos por vitória, 1 ponto por empate, e 0 pontos por uma derrota), e se empatados em pontos, os seguintes critérios são aplicados, na ordem apresentada, para determinar as classificações (Regulamentos Artigos 19.01 e 19.02):
1. Pontos nos jogos entre as equipas empatadas;
2. Diferença de golos nos jogos entre as equipas empatadas;
3. Golos marcados nos jogos entre as equipas empatadas;
4. Se mais de duas equipas estão empatadas, e após a aplicação de todas os critérios acima, um subconjunto de equipas ainda estão empatados, todos os critérios acima são reaplicados exclusivamente para este subconjunto de equipas;
5. Diferença de golos em todas as partidas do grupo;
6. Golos marcados em todas as partidas do grupo;
7. Desempate por grandes penalidades se apenas duas equipas têm o mesmo número de pontos, e elas se encontram na última rodada do grupo (não utilizar se mais de dois equipas têm o mesmo número de pontos, ou se as suas classificações não são relevantes para a qualificação para a fase a eliminar);
8. Pontos disciplinares (cartão vermelho = 3 pontos, cartão amarelo = 1 ponto, a expulsão de dois cartões amarelos em uma partida = 3 pontos);
9. Sorteio das vagas.

Todos os horários são locais (CET (UTC+1)).

### Grupo A
| Pos | Equipe            | Pts | J | V | E | D | GP | GC | SG | Classificado    |
| --- | ----------------- | --- | - | - | - | - | -- | -- | -- | --------------- |
| 1   | Portugal          | 9   | 3 | 3 | 0 | 0 | 9  | 3  | +6 | Fase a eliminar |
| 2   | Ucrânia           | 3   | 3 | 1 | 0 | 2 | 8  | 5  | +3 | Fase a eliminar |
| 3   | Países Baixos (H) | 3   | 3 | 1 | 0 | 2 | 6  | 9  | −3 |                 |
| 4   | Sérvia            | 3   | 3 | 1 | 0 | 2 | 6  | 12 | −6 |                 |

1. 1 2 3  Ucrânia 3 Pts, +4 GD; Holanda 3 Pts, 0 GD; Sérvia  3 Pts, −4 GD

| 19 janeiro 2022 | Sérvia                | 2–4       | Portugal                                                                     | Ziggo Dome, Amsterdão                                   |  |
| 17:30           | - Pršić 1'03"' 6'01"' | Relatório | - Pauleta 10'33"' - Pany Varela 18'11"' - Jesus 24'47"' - Tomás Paçó 25'17"' | Árbitro: Nikola Jelić (Croácia), Chiara Perona (Itália) |  |

| 19 janeiro 2022 | Países Baixos                                         | 3–2       | Ucrânia                           | Ziggo Dome, Amsterdão                                                         |  |
| 20:30           | - Saadouni 21'34" - Attaibi 23'16" - Bouzambou 29'15" | Relatório | - Zvarych 0'52" - Shoturma 37'00" | Árbitro: Ondřej Černý (República Checa), Juan José Cordero Gallardo (Espanha) |  |

| 23 janeiro 2022 | Sérvia         | 1–6       | Ucrânia                                                                                | Ziggo Dome, Amsterdão                                             |  |
| 14:30           | - Tomić 38'59" | Relatório | - Zvarych 1'10", 33'54" - Vasić 5'51" (o.g.) - Abakshyn 14'27", 19'12" - Korsun 38'40" | Árbitro: David Grøndal Nissen (Dinamarca), Gábor Kovács (Hungria) |  |

| 23 janeiro 2022 | Portugal                                                            | 4–1       | Países Baixos      | Ziggo Dome, Amsterdão                                  |  |
| 17:30           | - Saadouni 5'31" (o.g.) - Pany Varela 19'41", 22'56" - Jesus 39'34" | Relatório | - Bouyouzan 32'34" | Árbitro: Vedran Babić (Croácia), Kamil Çetin (Turquia) |  |

| 28 janeiro 2022 | Países Baixos                          | 2–3       | Sérvia                                               | Ziggo Dome, Amsterdão                                                    |  |
| 20:30           | - Martinus 2'08" - Rakić 22'31" (o.g.) | Relatório | - Rajčević 26'23" - Ramić 31'35" - Stojčevski 32'05" | Público: 1,250 Árbitro: Chiara Perona (Itália), Nicola Manzione (Itália) |  |

| 28 janeiro 2022 | Ucrânia | 0–1       | Portugal     | MartiniPlaza, Groningen                                                                           |  |
| 20:30           |         | Relatório | Zicky 36'13" | Público: 1,250 Árbitro: Alejandro Martinez Flores (Espanha), Juan José Cordero Gallardo (Espanha) |  |

### Grupo B
| Pos | Equipe      | Pts | J | V | E | D | GP | GC | SG | Classificado    |
| --- | ----------- | --- | - | - | - | - | -- | -- | -- | --------------- |
| 1   | Cazaquistão | 7   | 3 | 2 | 1 | 0 | 14 | 7  | +7 | Fase a eliminar |
| 2   | Finlândia   | 4   | 3 | 1 | 1 | 1 | 7  | 10 | −3 | Fase a eliminar |
| 3   | Itália      | 2   | 3 | 0 | 2 | 1 | 6  | 9  | −3 |                 |
| 4   | Eslovênia   | 2   | 3 | 0 | 2 | 1 | 7  | 8  | −1 |                 |

| 20 janeiro 2022 | Cazaquistão                                                      | 4–4       | Eslovênia                                                        | MartiniPlaza, Groningen                                        |  |
| 17:30           | - Douglas Júnior 15'42", 38'02" - Orazov 24'32" - Tokayev 35'10" | Relatório | - Totošković 10'33" - Fideršek 22'50" - Čeh 30'42" - Turk 32'25" | Árbitro: Cédric Pelissier (França), Victor Berg-Audic (França) |  |

| 20 janeiro 2022 | Itália                                     | 3–3       | Finlândia                                    | MartiniPlaza, Groningen                                     |  |
| 20:30           | - Nicolodi 2'28" - De Matos 29'02", 38'44" | Relatório | - Alamikkotervo 0'53", 29'12" - Autio 32'23" | Árbitro: Vladimir Kadykov (Rússia), Petar Radojčić (Sérbia) |  |

| 24 janeiro 2022 | Itália                                | 2–2       | Eslovênia                                  | MartiniPlaza, Groningen                                                            |  |
| 17:30           | - Nicolodi 0'40" - Alex Merlim 31'51" | Relatório | - Alex Merlim 9'38" (o.g.) - Hozjan 28'45" | Árbitro: Juan José Cordero Gallardo (Espanha), Alejandro Martinez Flores (Espanha) |  |

| 24 janeiro 2022 | Finlândia                       | 2–6       | Cazaquistão                                                                        | MartiniPlaza, Groningen                                    |  |
| 20:30           | - Hosio 12'39" - Korpela 23'18" | Relatório | - Orazov 17'02", 31'03" - Higuita 24'06" - Knaub 28'55", 33'09" - Valiullin 39'41" | Árbitro: Gábor Kovács (Hungria), Vladimir Kadykov (Rússia) |  |

| 28 janeiro 2022 | Eslovênia     | 1–2       | Finlândia                               | Ziggo Dome, Amsterdão                                     |  |
| 17:30           | Hozjan 37'54" | Relatório | - Jyrkiäinen 32'11" - Savolainen 34'44" | Árbitro: Cédric Pelissier (França), Victor Chaix (França) |  |

| 28 janeiro 2022 | Cazaquistão                                                       | 4–1       | Itália           | MartiniPlaza, Groningen                                                      |  |
| 17:30           | - Orazov 5'32", 30'00" - Valiullin 8'16" - Douglas Júnior 37"06"" | Relatório | Nicolodi 12'31"" | Árbitro: Cristiano José Cardoso Santos (Portugal), Vladimir Kadykov (Rússia) |  |

### Grupo C
| Pos | Equipe     | Pts | J | V | E | D | GP | GC | SG  | Classificado    |
| --- | ---------- | --- | - | - | - | - | -- | -- | --- | --------------- |
| 1   | Rússia     | 9   | 3 | 3 | 0 | 0 | 16 | 2  | +14 | Fase a eliminar |
| 2   | Eslováquia | 4   | 3 | 1 | 1 | 1 | 8  | 12 | −4  | Fase a eliminar |
| 3   | Croácia    | 3   | 3 | 1 | 0 | 2 | 6  | 10 | −4  |                 |
| 4   | Polónia    | 1   | 3 | 0 | 1 | 2 | 4  | 10 | −6  |                 |

| 21 janeiro 2022 | Rússia                                                                                         | 7–1       | Eslováquia    | Ziggo Dome, Amsterdão                                         |  |
| 17:30           | - Antoshkin 9'58", 22'54", 29'35" - Sokolov 10'21", 34'30" - Robinho 28'16" - Milovanov 36'33" | Relatório | - Kozár 2'17" | Árbitro: Grigori Ošomkov (Estónia), Viktor Bugenko (Moldávia) |  |

| 21 janeiro 2022 | Polónia       | 1–3       | Croácia                                           | Ziggo Dome, Amsterdão                                                    |  |
| 20:30           | - Hoły 13'25" | Relatório | - Horvat 7'19" - Sekulić 13'40" - Jelovčić 17'17" | Árbitro: Eduardo Fernandes Coelho (Portugal), Miguel Castilho (Portugal) |  |

| 25 janeiro 2022 | Croácia | 0–4       | Rússia                                                         | Ziggo Dome, Amsterdão |  |
| 17:30           |         | Relatório | - Antoshkin 2'33", 25'55" - Paulinho 11'11" - Chishkala 19'15" |                       |  |

| 25 janeiro 2022 | Polónia                       | 2–2       | Eslováquia                         | Ziggo Dome, Amsterdão |  |
| 20:30           | - Kriezel 6'24" - Hoły 32'35" | Relatório | - Ševčík 24'38" - Drahovský 27'43" |                       |  |

| 29 janeiro 2022 | Eslováquia                                                                | 5–3       | Croácia                                              | MartiniPlaza, Groningen                                                      |  |
| 14:30           | - Směřička 7'20", 34'12" - Kozár 19'44" - Drahovský 20'06", 27'04" (pen.) | Relatório | - Postružin 14'13" - Horvat 35'05" - Jelovčić 37'54" | Público: 1,250 Árbitro: Grigori Ošomkov (Estónia), Viktor Bugenko (Moldávia) |  |

| 29 janeiro 2022 | Rússia                                                                         | 5–1       | Polónia                  | Ziggo Dome, Amsterdão                                                             |  |
| 14:30           | - Sokolov 5'42" - Davydov 15'31" - Chishkala 21'11", 28'20" - Milovanov 36'44" | Relatório | - Leszczak 19'24" (pen.) | Público: 1,250 Árbitro: David Urdánoz Apezteguía (Espanha), Kamil Çetin (Turquia) |  |

### Grupo D
| Pos | Equipe             | Pts | J | V | E | D | GP | GC | SG  | Classificado    |
| --- | ------------------ | --- | - | - | - | - | -- | -- | --- | --------------- |
| 1   | Espanha            | 7   | 3 | 2 | 1 | 0 | 15 | 3  | +12 | Fase a eliminar |
| 2   | Geórgia            | 6   | 3 | 2 | 0 | 1 | 5  | 11 | −6  | Fase a eliminar |
| 3   | Azerbaijão         | 4   | 3 | 1 | 1 | 1 | 8  | 7  | +1  |                 |
| 4   | Bósnia-Herzegovina | 0   | 3 | 0 | 0 | 3 | 4  | 11 | −7  |                 |

| 22 janeiro 2022 | Geórgia                                                         | 3–2       | Azerbaijão            | MartiniPlaza, Groningen                                     |  |
| 14:30           | - Elisandro 9'31" - Sebiskveradze 26'54" - Thales 31'30" (pen.) | Relatório | - Vilela 5'14", 6'26" | Árbitro: Cédric Pelissier (França), Daniel Matkovic (Suíça) |  |

| 22 janeiro 2022 | Espanha                                                                         | 5–1       | Bósnia-Herzegovina | MartiniPlaza, Groningen                                   |  |
| 17:30           | - Raúl Gómez 2'39" - Campos 8'14" - Sergio Lozano 17'10" - Ortiz 20'56", 36'14" | Relatório | - Bošković 11'30"  | Árbitro: Nicola Manzione (Itália), Chiara Perona (Itália) |  |

| 26 janeiro 2022 | Bósnia            | 1–2       | Geórgia                               | MartiniPlaza, Groningen                               |  |
| 17:30           | - Kahvedžić 6'19" | Relatório | - Thales 24'59" - Petry Branco 27'47" | Árbitro: Kamil Çetin Turquia), Vedran Babić (Croácia) |  |

| 26 janeiro 2022 | Espanha                                    | 2–2       | Azerbaijão                                   | MartiniPlaza, Groningen                                     |  |
| 20:30           | - Raúl Gómez 11'28" - Sergio Lozano 30'31" | Relatório | - Sergio Lozano 9'16" (o.g.) - Atayev 16'38" | Árbitro: Miguel Castilho (Portugal), Gábor Kovács (Hungria) |  |

| 29 janeiro 2022 | Geórgia | 0–8       | Espanha | MartiniPlaza, Groningen                                    |  |
| 17:30           |         | Relatório | - Borja 8'28" - Sergio Lozano 16'33" (pen.) - Chino 19'49" - Solano 21'00" - Todua 22'26" (o.g.) - Cecílio 26'52" - Adolfo 31'17", 38'49" | Árbitro: Andřej Černý (Rep. Checa), Vedran Babic (Croácia) |  |

| 29 janeiro 2022 | Azerbaijão                                                      | 4–2       | Bósnia-Herzegovina                            | Ziggo Dome, Amsterdão                                              |  |
| 17:30           | - Bolinha 6'22" - Eduardo 10'02" - Vilela 32'35" - Gallo 39'52" | Relatório | - Radmilović 11'50" (pen.) - Kahvedžić 31'20" | Árbitro: Daniel Matkovic (Suíça), David Grøndal Nissen (Dinamarca) |  |

## Fase a eliminar
Se um jogo estiver empatado após os 40 minutos de tempo regular, será disputado um prolongamento (que consiste em duas partes de cinco minutos). Se o jogo permanecer empatado após o tempo extra, um desempate por grandes penalidades será disputado para determinar o vencedor. No jogo de atribuição do terceiro lugar, não há lugar para prolongamento e a decisão irá diretamente para pontapés da marca de grande penalidade (Regulamento Artigos 20.02 e 20.03).

### Esquema
|  | Quartos de final        | Quartos de final        |                         |   | Meias finais   | Meias finais   |  |  | Final | Final |
|  |                         |                         |                         |   |                |                |  |  |       |       |
|  | 31 Janeiro – Amsterdão  |                         |                         |   |                |                |  |  |       |       |
|  |                         |                         |                         |   |                |                |  |  |       |       |
|  | Portugal                | 3                       |                         |   |                |                |  |  |       |       |
|  | Portugal                | 3                       | 4 Fevereiro – Amsterdão |   |                |                |  |  |       |       |
|  | Finlândia               | 2                       |                         |   |                |                |  |  |       |       |
|  | Finlândia               | 2                       | Portugal                | 3 |                |                |  |  |       |       |
|  | 1 Fevereiro – Amsterdão |                         | Portugal                | 3 |                |                |  |  |       |       |
|  |                         | Espanha                 | 2                       |   |                |                |  |  |       |       |
|  | Espanha                 | Espanha                 | 2                       | 5 |                |                |  |  |       |       |
|  | Espanha                 |                         | 6 Fevereiro – Amsterdão | 5 |                |                |  |  |       |       |
|  | Eslováquia              | 1                       |                         |   |                |                |  |  |       |       |
|  | Eslováquia              | 1                       | Portugal                | 4 |                |                |  |  |       |       |
|  | 31 Janeiro – Amsterdão  |                         | Portugal                | 4 |                |                |  |  |       |       |
|  |                         | Rússia                  | 2                       |   |                |                |  |  |       |       |
|  | Cazaquistão             | Rússia                  | 2                       | 3 |                |                |  |  |       |       |
|  | Cazaquistão             | 4 Fevereiro – Amsterdão |                         | 3 |                |                |  |  |       |       |
|  | Ucrânia                 | 5                       |                         |   |                |                |  |  |       |       |
|  | Ucrânia                 | 5                       | Ucrânia                 | 2 |                |                |  |  |       |       |
|  | 1 Fevereiro – Amsterdão |                         | Ucrânia                 | 2 |                |                |  |  |       |       |
|  |                         | Rússia                  | 3                       |   | Terceiro lugar | Terceiro lugar |  |  |       |       |
|  | Rússia                  | Rússia                  | 3                       | 3 | Terceiro lugar | Terceiro lugar |  |  |       |       |
|  | Rússia                  |                         | 6 Fevereiro – Amsterdão | 3 |                |                |  |  |       |       |
|  | Geórgia                 | 1                       |                         |   |                |                |  |  |       |       |
|  | Geórgia                 | 1                       | Espanha                 | 4 |                |                |  |  |       |       |
|  |                         |                         |                         |   |                |                |  |  |       |       |
|  | Ucrânia                 | 1                       |                         |   |                |                |  |  |       |       |
|  | Ucrânia                 | 1                       |                         |   |                |                |  |  |       |       |

### Quartos de final
| 31 janeiro 2022 | Portugal                                            | 3–2       | Finlândia                    | Ziggo Dome, Amsterdão                                      |  |
| 17:00           | - Afonso Jesus 3'38", 14'47" - Miguel Ângelo 29'14" | Relatório | - Hosio 9'30" - Autio 26'54" | Árbitro: Gábor Kovács (Hungria), Cédric Pelissier (França) |  |

| 31 janeiro 2022 | Cazaquistão                                     | 3–5       | Ucrânia                                                                              | Ziggo Dome, Amsterdão                                                              |  |
| 20:00           | - Douglas Júnior 33'52" - Orazov 37'56", 39'16" | Relatório | - Shoturma 14'07" - Korsun 24'51" - Zvarych 29'40" - Razuvanov 38'19" - Lebid 38'44" | Árbitro: Juan José Cordero Gallardo (Espanha), Alejandro Martinez Flores (Espanha) |  |

| 1 fevereiro 2022 | Rússia                                      | 3–1       | Geórgia               | Ziggo Dome, Amsterdão                                       |  |
| 17:00            | - Niyazov 22'08" - Chishkala 27'32", 39'54" | Relatório | - Petry Branco 23'40" | Árbitro: Ondřej Černý (Rep. Checa), Jan Kresta (Rep. Checa) |  |

| 1 fevereiro 2022 | Espanha                                                               | 5–1       | Eslováquia      | Ziggo Dome, Amsterdão                                     |  |
| 20:00            | - Mellado 1'36", 23'41" - Sergio Lozano 9'22" - Campos 15'32", 34'22" | Relatório | - Serbin 33'48" | Árbitro: Nicola Manzione (Itália), Chiara Perona (Itália) |  |

### Semifinais
| 4 fevereiro 2022 | Ucrânia                          | 2–3       | Rússia                                              | Ziggo Dome, Amsterdão                                        |  |
| 17:00            | - Siryi 15'25" - Abakshyn 34'31" | Relatório | - Sokolov 1'16" - Afanasyev 14'31" - Niyazov 30'01" | Árbitro: Nicola Manzione (Itália), Cédric Pelissier (França) |  |

| 4 fevereiro 2022 | Portugal                                               | 3–2       | Espanha                           | Ziggo Dome, Amsterdão                                   |  |
| 20:00            | - Bruno Coelho 28'56" (pen.) - Zicky Té 31'10", 38'41" | Relatório | - Raúl Gómez 0'17" - Chino 12'35" | Árbitro: Nikola Jelić (Croácia), Vedran Babić (Croácia) |  |

### Terceiro lugar
| 6 fevereiro 2022 | Espanha                                                         | 4–1       | Ucrânia               | Ziggo Dome, Amsterdão                                                                  |  |
| 14:30            | - Mellado 10'46" - Solano 17'54" - Boyis 30'40" - Adolfo 31'06" | Relatório | - Cherniavskyi 16'52" | Árbitro: Eduardo Fernandes Coelho (Portugal), Cristiano José Cardoso Santos (Portugal) |  |

### Final
| 6 fevereiro 2022 | Portugal                                                               | 4–2       | Rússia                             | Ziggo Dome, Amsterdão                                                              |  |
| 17:30            | - Tomás Paçó 18'39" - André Coelho 26'45", 31'16" - Pany Varela 39'59" | Relatório | - Sokolov 9'49" - Afanasyev 12'45" | Árbitro: Juan José Cordero Gallardo (Espanha), Alejandro Martinez Flores (Espanha) |  |

## Classificação final
| Rank | Equipa             |
| ---- | ------------------ |
|      | Portugal           |
|      | Rússia             |
|      | Espanha            |
| 4    | Ucrânia            |
| 5    | Cazaquistão        |
| 6    | Geórgia            |
| 7    | Finlândia          |
| 8    | Eslováquia         |
| 9    | Azerbaijão         |
| 10   | Países Baixos      |
| 11   | Croácia            |
| 12   | Sérvia             |
| 13   | Eslovênia          |
| 14   | Itália             |
| 15   | Polónia            |
| 16   | Bósnia-Herzegovina |